# Festuca valesiaca
Festuca valesiaca är en gräsart som beskrevs av Johann Christoph Schleicher och Jean François Aimée Gottlieb Philippe Gaudin. Festuca valesiaca ingår i släktet svinglar, och familjen gräs. Inga underarter finns listade i Catalogue of Life.

## Bildgalleri

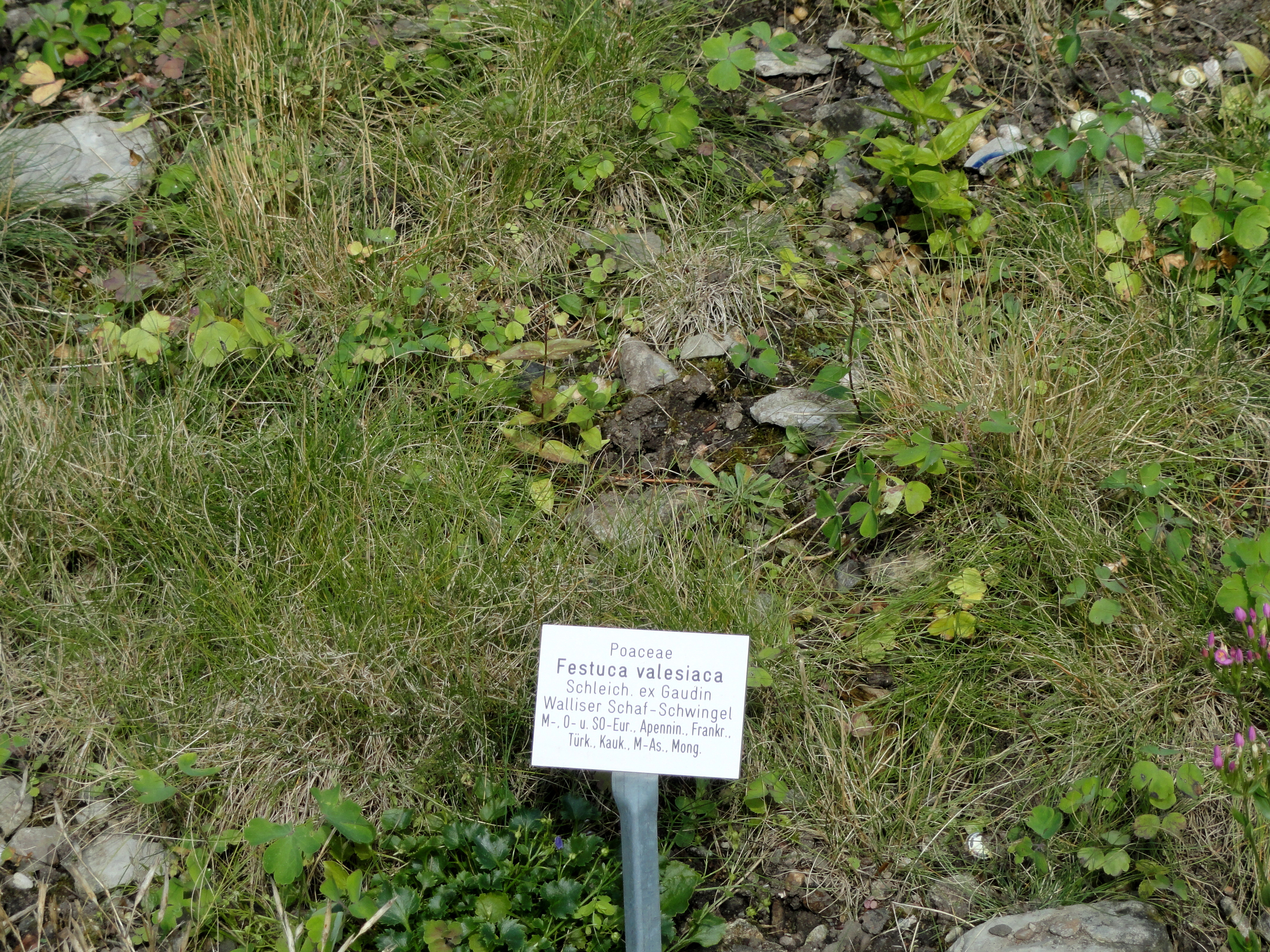
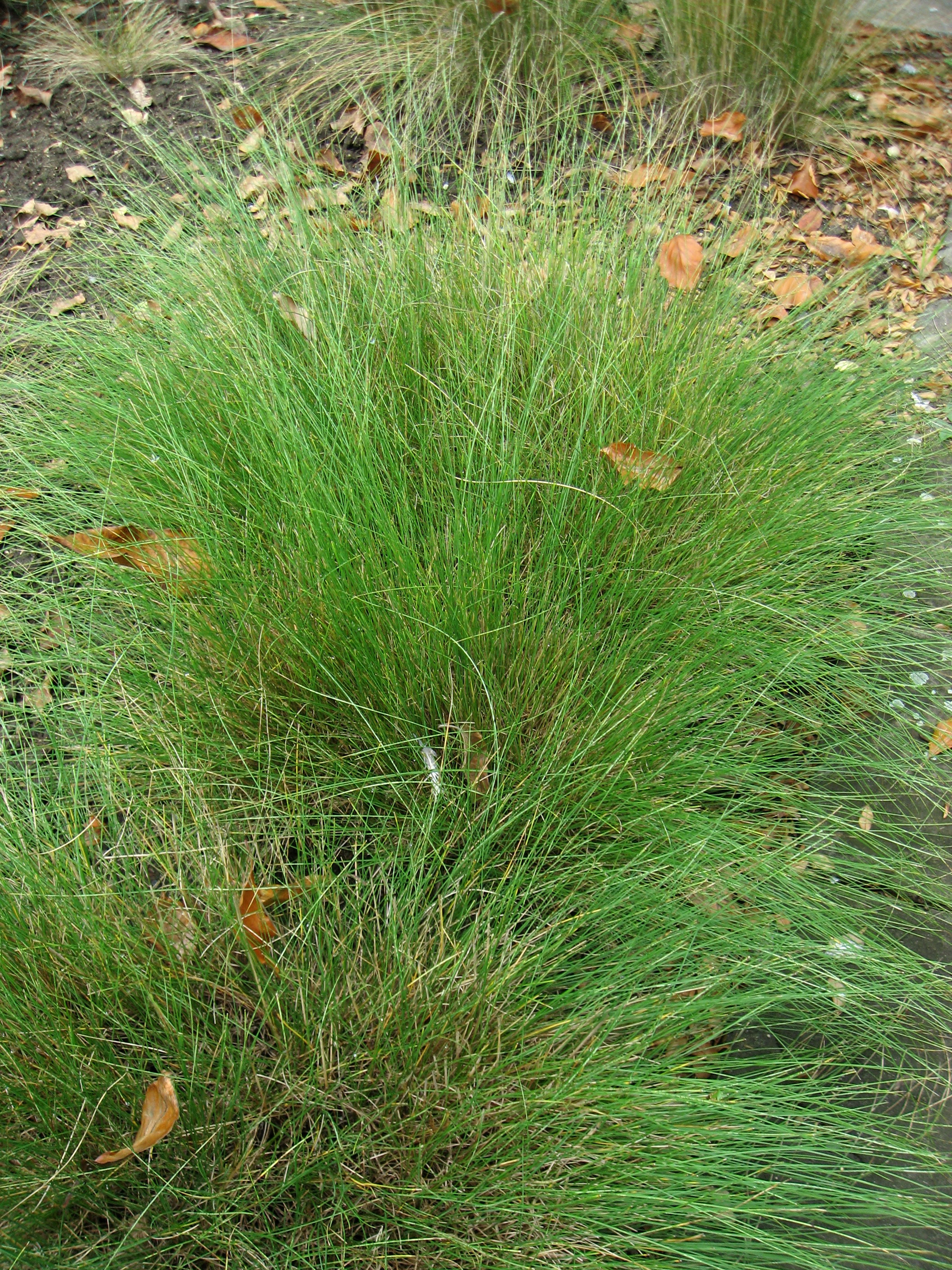